# Jan-Campert-Preis

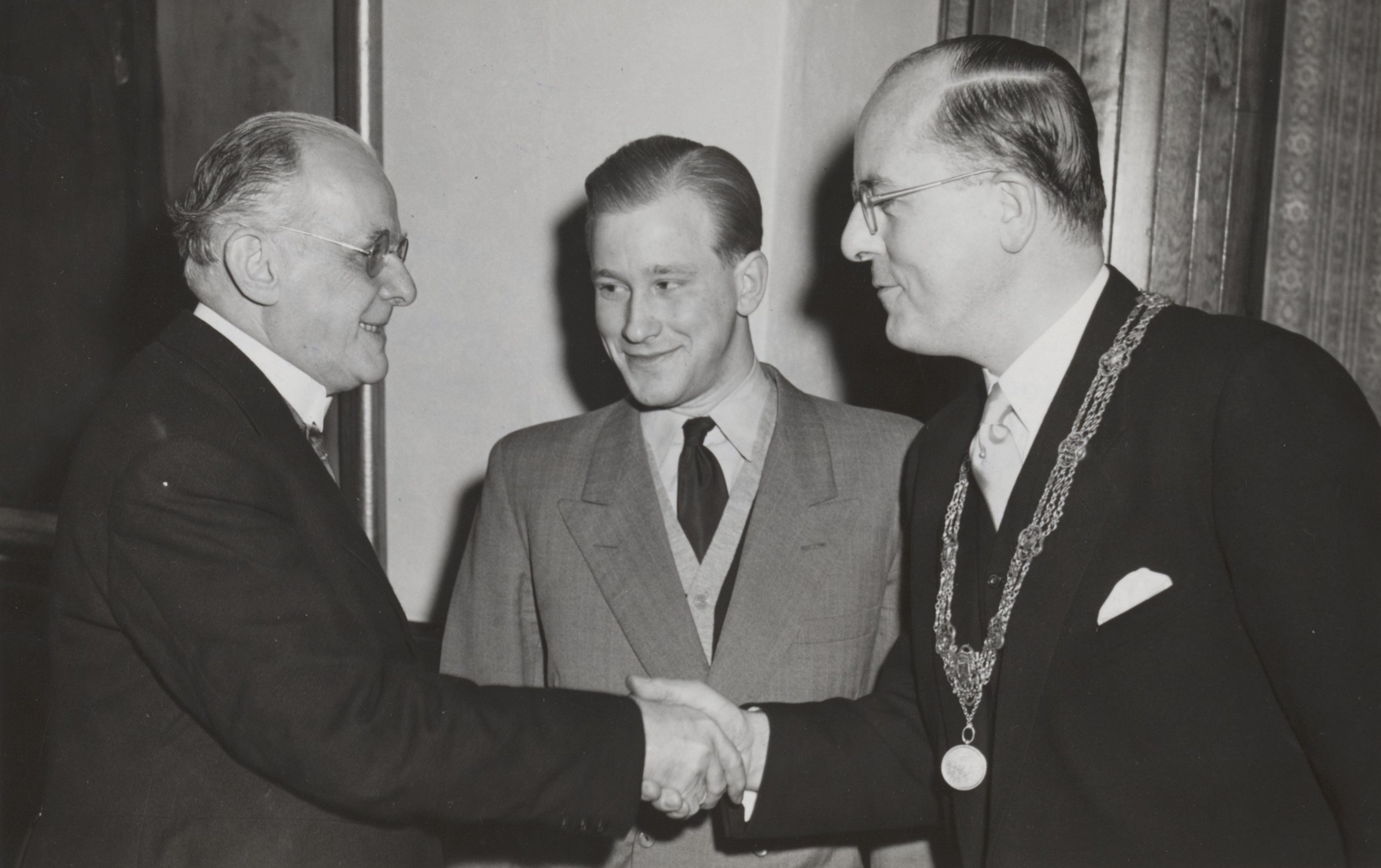
Michel van der Plas (Mitte), Preisträger 1949

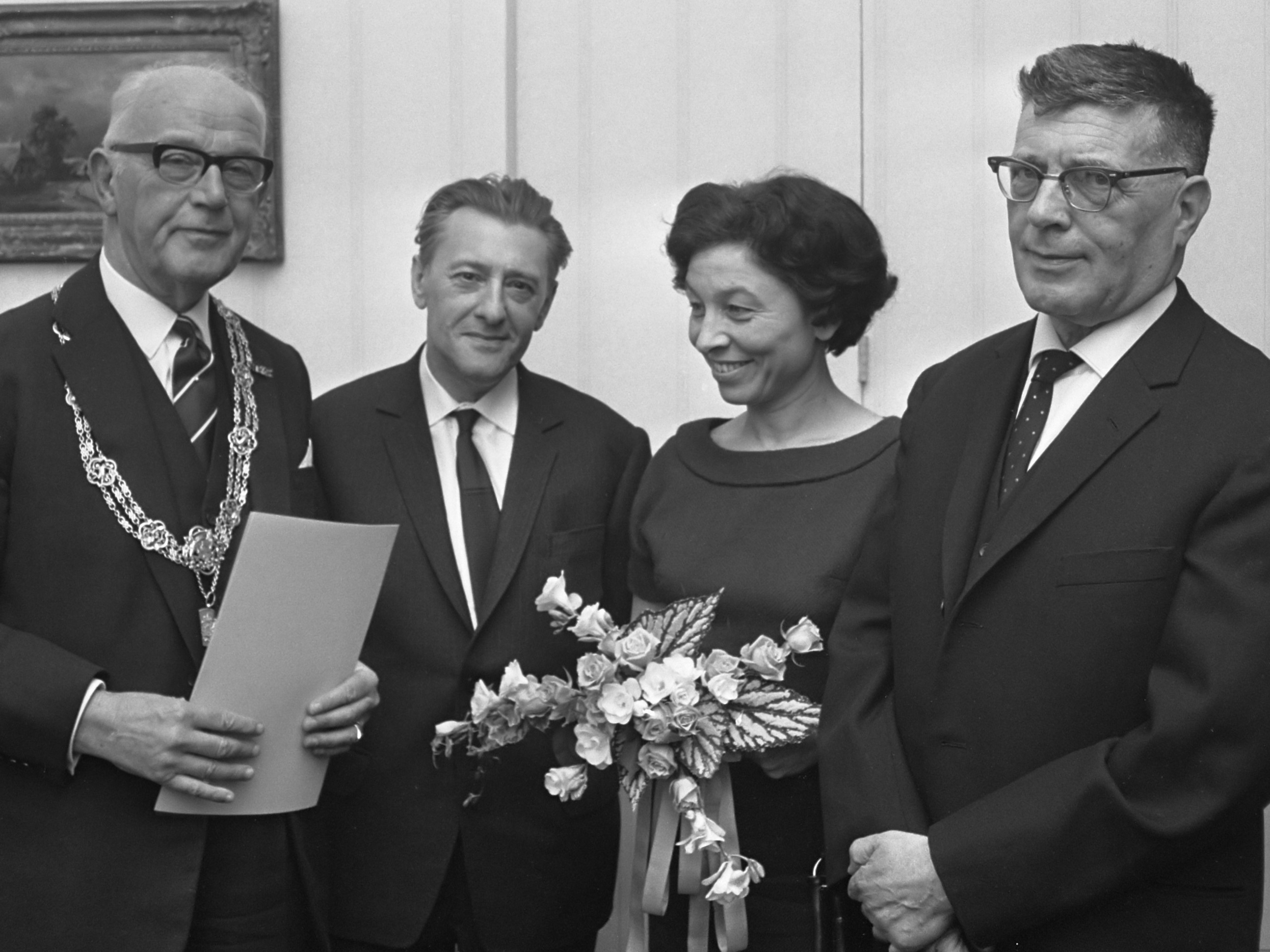
Hanny Michaelis, Preisträger 1966

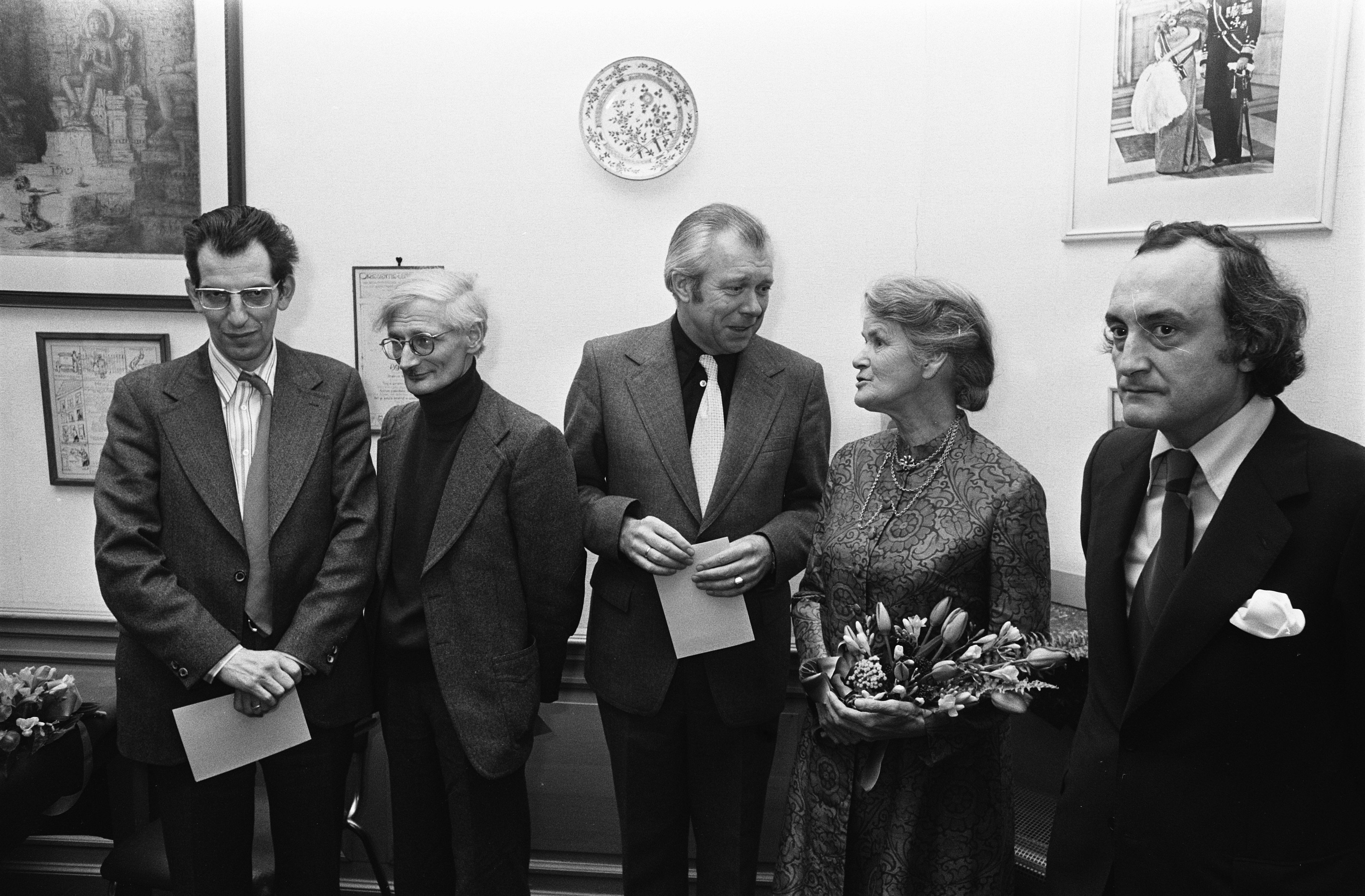
Hugues C. Pernath (rechts), Preisträger 1974

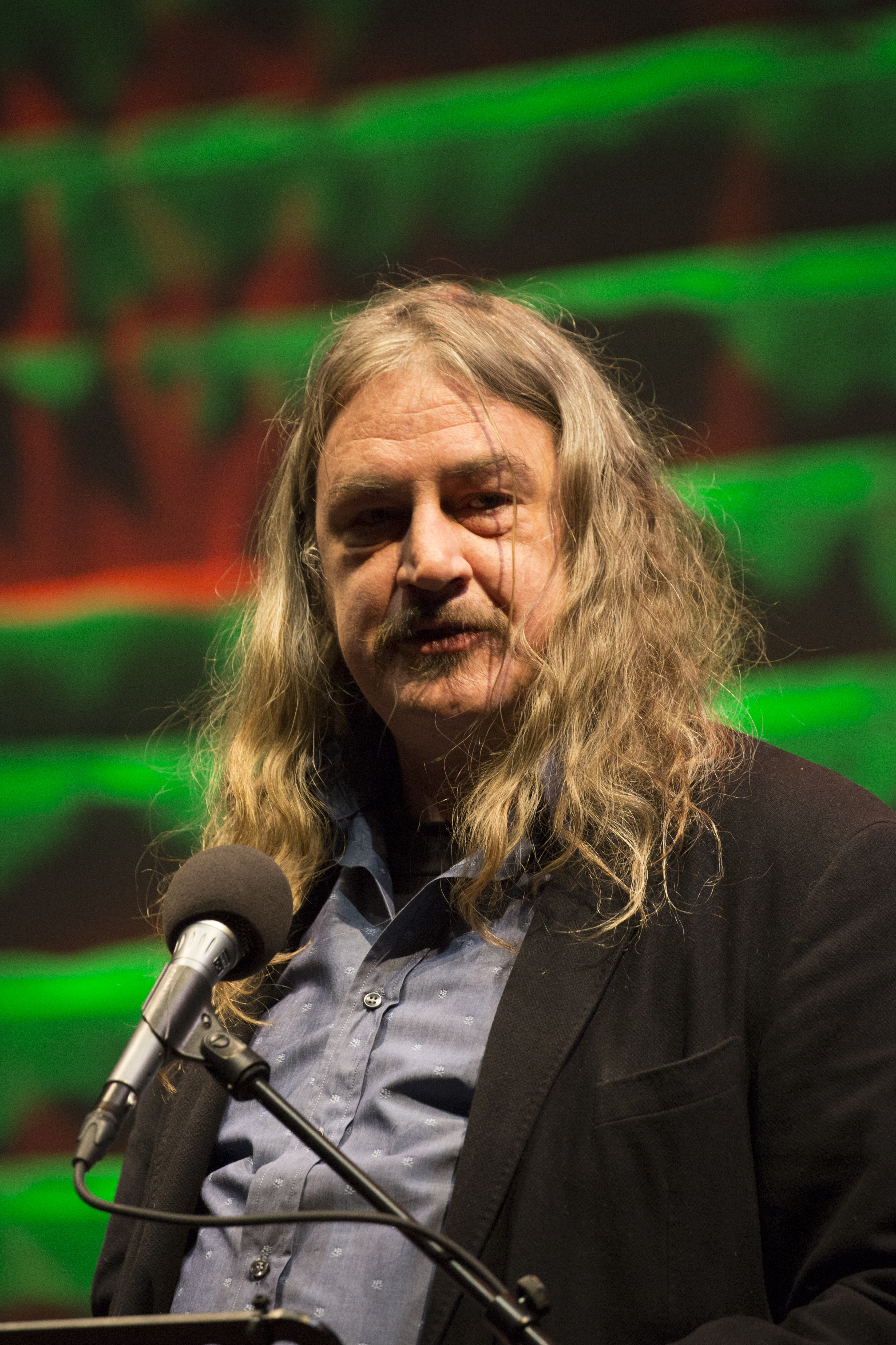
Ilja L. Pfeijffer bei der Überreichung des Jan-Campert-Preises 2015

Der Jan-Campert-Preis (niederl.: Jan Campert-prijs) ist ein niederländischer Literaturpreis, der seit 1948 jährlich von der Jan-Campert-Stiftung (Jan Campert-Stichting) für poetische Werke verliehen wird. Der Preis ist benannt nach dem Dichter Jan Campert, der 1943 im Konzentrationslager Neuengamme starb. Anfangs war der Preis ausschließlich für Dichter oder Essayisten unter dreißig Jahren bestimmt. An den ersten Gewinner wurde die Bedingung gestellt, dass er sich durch seine Haltung im Widerstand unterschieden haben musste. In den ersten Jahren konnten auch noch nicht publizierte Werke eingesendet werden. Sehr bald war der Preis nur noch für Poesie vorgesehen, die im vorangegangenen Jahr erschienen war. Das Preisgeld beträgt 6000 Euro (Stand 2018).

## Preisträger
- 2024 Simone Atangana Bekono, Marshmallow
- 2023 Rozalie Hirs, ecologica
- 2022 Dominique De Groen, Slangen
- 2021 Mischa Andriessen, Het drogsyndicaat
- 2020 Maud Vanhauwaert, Het stad in mij
- 2019 Paul Demets, De Klaverknoop
- 2018 Annemarie Estor, Niemandslandnacht
- 2017 Marije Langelaar, Vonkt
- 2016 Jan Baeke, Seizoensroddel
- 2015 Ilja Leonard Pfeijffer, Idyllen[1]
- 2014 Piet Gerbrandy, Vlinderslag[2]
- 2013 Micha Hamel, Bewegend doel
- 2012 Wouter Godijn, Hoe H.H. de wereld redde
- 2011 Erik Spinoy, Dode kamer
- 2010 Hélène Gelèns, zet af en zweef
- 2009 Alfred Schaffer, Kooi
- 2008 Peter Verhelst, Nieuwe Sterrenbeelden
- 2007 Dirk van Bastelaere, De voorbode van iets groots
- 2006 Esther Jansma, Alles is nieuw
- 2005 Nachoem M. Wijnberg, Eerst dit dan dat
- 2004 Mustafa Stitou, Varkensroze ansichten
- 2003 Jan Eijkelboom, Heden voelen mijn voeten zich goed
- 2002 Menno Wigman, Zwart als kaviaar
- 2001 Arjen Duinker, De geschiedenis van een opsomming
- 2000 K. Michel, Waterstudies
- 1999 Peter van Lier, Gegroet o...
- 1998 Tonnus Oosterhoff, Robuuste tongwerken, een stralend plenum
- 1997 Elma van Haren, Grondstewardess
- 1996 Huub Beurskens, Iets zo eenvoudigs
- 1995 Eva Gerlach, Wat zoekraakt
- 1994 Lloyd Haft, Atlantis
- 1993 Toon Tellegen, Een dansschool
- 1992 Willem Jan Otten, Paviljoenen
- 1991 Leonard Nolens, Liefdes verklaringen
- 1990 Jan Kuijper, Tomben
- 1989 Miriam van Hee, Winterhard
- 1988 H.H. ter Balkt, Aardes deuren
- 1987 Tom van Deel, Achter de waterval
- 1986 Herman de Coninck, De hectaren van het geheugen
- 1985 Kees Ouwens, Klem
- 1984 Ad Zuiderent, Natuurlijk evenwicht
- 1983 Robert Anker, Van het balkon
- 1982 Willem van Toorn, Het landleven
- 1981 Judith Herzberg, Botshol
- 1980 Ed Leeflang, De hazen en andere gedichten
- 1979 Roland Jooris, Gedichten 1958-78
- 1978 Cees Nooteboom, Open als een schelp - dicht als een steen
- 1977 Hans Faverey, Chrysanten, roeiers
- 1976 C. Buddingh', Het houdt op met zachtjes regenen
- 1975 Eddy van Vliet, Het grote verdriet
- 1974 Hugues C. Pernath, Mijn tegenstem
- 1973 Hans van de Waarsenburg, De vergrijzing
- 1972 Albert Bontridder, Zelfverbranding
- 1971 Paul Snoek, Gedichten
- 1970 Hans Andreus, Natuurgedichten en andere
- 1969 Rutger Kopland, Alles op de fiets
- 1968 Hans Vlek, Een warm hemd voor de winter
- 1967 Jozef Eykmans, Zonder dansmeester
- 1966 Hanny Michaelis, Onvoorzien
- 1965 Willem Hussem, Schaduw van de hand
- 1964 Louis Th. Lehmann, Who's Who in Whatland
- 1963 Ed. Hoornik, De vis/In den vreemde
- 1962 Gerrit Kouwenaar, De stem op de 3e etage
- 1961 Ellen Warmond, Warmte, een woonplaats
- 1960 nicht verliehen
- 1959 Sybren Polet, Geboorte-stad
- 1958 nicht verliehen
- 1957 nicht verliehen
- 1956 Remco Campert, Met man en muis und Het huis waar ik woonde
- 1955 nicht verliehen
- 1954 Nes Tergast, Werelden (abgelehnt)
- 1953 Albert Besnard, Doem en dorst
- 1952 Maria Dermoût, Nog pas gisteren
- 1951 Bert Voeten, Met het oog op morgen
- 1950 Hans Lodeizen,  Het innerlijke behang (postum)
- 1949 Michel van der Plas, Going my way
- 1948 Jan Elburg, Klein t(er)reurspel